# Lada (lớp tàu ngầm)
Tàu ngầm Đề án 677 Lada (tiếng Nga: Проекта 677 Лада - Proyekta 677 Lada) là loại tàu ngầm thế hệ thứ tư chạy bằng điện-diesel thiết kế bởi Cục Thiết kế Hàng hải Trung ương Rubin. Lớp tàu ngầm này đôi khi còn gọi là Petersburg, Sankt Peterburg hay Peterburg. Nó được thiết kế nâng cấp rất nhiều từ loại tàu ngầm lớp Kilo với khả năng hoạt động ít tiếng động hơn rất nhiều, hệ thống chiến đấu mới cùng động cơ đẩy không cần không khí.
Nó được thiết kế chống tàu và tàu ngầm để bảo vệ cho các bến cảng, căn cứ hải quân, các tuyến đường biển và tuần tra trên biển. Lada có hệ thống vỏ chống phản xạ sóng âm giúp nó hạn chế việc bị phát hiện cũng như nó được trang bị hệ thống sóng âm được gắn ở phần thân tàu cũng như tháp phát sóng âm.
Tàu ngầm lớp Lada được lắp đặt rất nhiều ắc quy giúp nó có thể vận hành được hệ thống động cơ đẩy không cần không khí. Động cơ đẩy không cần không khí của Lada giúp nó có thể hoạt động trong 45 ngày và hoạt động trong phạm vi 500 hải lý (900 km) với tốc độ 3 knot khi lặn dưới mặt nước.

## Sản xuất
Chiếc St. Petersburg đã phá kỷ lục thế giới về thời gian đóng tàu ngầm dài chưa từng có suốt 12 năm 4 tháng. Đó là quãng thời gian trôi qua kể từ khi khởi đóng tàu ngầm này vào tháng 12-1997 cho tới khi bàn giao ngày 22-4-2010, tại St. Petersburg. Người ta phỏng đoán tàu ngầm sẽ được trang bị động cơ không cần không khí nhưng trên tàu St. Petersburg không có động cơ này. Vì việc phát triển động cơ bị chậm không bắt kịp với tiến độ đóng tàu cũng như có các khiếm khuyết không như ý lúc thử nghiệm như hệ thống sóng âm, hệ thống dữ liệu chiến thuật, nên chiếc Sankt Peterburg chỉ được xem là mẫu thử nghiệm chứ không được biên chế trang bị vào lực lượng hải quân Nga các tàu ngầm thuộc lớp này đang đóng khác đều dừng lại để chờ phát triển xong động cơ và khắc phục các khiếm khuyết và tập trung cho tàu ngầm hạt nhân thế hệ thứ năm.
Tháng 3-2012, Tư lệnh hải quân Nga Vladimir Vysotsky tuyên bố tạm dừng dây chuyền đóng mới tàu ngầm lớp Lada do không nhu cầu về dòng tàu ngầm này và nhấn mạnh hệ thống cung cấp động lực hỗn hợp của tàu ngầm Saint Peterburg (lớp Lada) không đạt yêu cầu đề ra nhưng hiện tàu ngầm đã được trang bị hệ thống cung cấp động lực mới, hoàn thiện hơn. Sau đó đã đánh giá lại tiềm lực xuất khẩu và khả năng hoạt động cũng như mọi khiếm khuyết của loại tàu ngầm này đã gần được giải quyết xong và có các nâng cấp hiện đại hóa nên đã tiến hành phục hồi dự án. Có ý kiến cho là với việc không chế tạo tàu ngầm thế hệ 4 này sẽ làm ảnh hưởng vị thế của Nga trên thị trường đóng tàu ngầm thế giới. Tuy nhiên tàu ngầm điện-diesel thế hệ thứ tư dùng cho xuất khẩu khác là Amur, một phiên bản cùng dự án với Lada lại nhận được nhiều sự quan tâm. Venezuela đã có ý định mua 4 tàu ngầm Armur của Nga năm 2007 nhưng quá trình đàm phán về hợp đồng này đã bị tạm hoãn vì không đủ tiền nhưng vẫn đang tiếp tục đàm phán để mua nợ.
Cục Thiết kế Hàng hải Trung ương Rubin nói rằng họ đang gần hoàn tất việc phát triển động cơ đẩy không cần không khí tự tạo hydro ngay trên tàu để không phải quay về nạp hydro và nó không có các bộ phận chuyển động khi tạo năng lượng đây là lợi thế của loại động cơ này về mặt âm học, động cơ này sẽ được giới thiệu năm 2013 và dự tính có thể bắt đầu sản xuất phiên bản xuất khẩu của Lada cuối năm 2014, vì thế việc đóng các tàu Lada khác đang được xúc tiến lại đặc biệt là hai tàu Kronshtadt và Sevastopol đang đóng dở dang. Và dự tính đến năm 2020 sẽ có 14 tàu ngầm lớp Lada mẫu nâng cấp được đóng để biên chế vào trong hải quân Nga.